# ميناء بورت بيري
ميناء بورت بيري هي بلدة، في أستراليا، تقع في جنوب أستراليا، بلغ عدد سكانها 195  نسمة وذلك حسب إحصائيات سنة 2016، رمزها البريدي هو 5540.

## المناخ
يظهر الجدول التالي التغييرات المناخية على مدار السنة لميناء بورت بيري:
| البيانات المناخية لـميناء بورت بيري | البيانات المناخية لـميناء بورت بيري | البيانات المناخية لـميناء بورت بيري | البيانات المناخية لـميناء بورت بيري | البيانات المناخية لـميناء بورت بيري | البيانات المناخية لـميناء بورت بيري | البيانات المناخية لـميناء بورت بيري | البيانات المناخية لـميناء بورت بيري | البيانات المناخية لـميناء بورت بيري | البيانات المناخية لـميناء بورت بيري | البيانات المناخية لـميناء بورت بيري | البيانات المناخية لـميناء بورت بيري | البيانات المناخية لـميناء بورت بيري | البيانات المناخية لـميناء بورت بيري |
| الشهر                               | يناير                               | فبراير                              | مارس                                | أبريل                               | مايو                                | يونيو                               | يوليو                               | أغسطس                               | سبتمبر                              | أكتوبر                              | نوفمبر                              | ديسمبر                              | المعدل السنوي                       |
| ----------------------------------- | ----------------------------------- | ----------------------------------- | ----------------------------------- | ----------------------------------- | ----------------------------------- | ----------------------------------- | ----------------------------------- | ----------------------------------- | ----------------------------------- | ----------------------------------- | ----------------------------------- | ----------------------------------- | ----------------------------------- |
| الدرجة القصوى °م (°ف)               | 48.6 (119.5)                        | 45.5 (113.9)                        | 42.5 (108.5)                        | 37.7 (99.9)                         | 31.0 (87.8)                         | 25.5 (77.9)                         | 26.5 (79.7)                         | 30.0 (86.0)                         | 35.0 (95.0)                         | 39.5 (103.1)                        | 44.0 (111.2)                        | 46.6 (115.9)                        | 48.6 (119.5)                        |
| متوسط درجة الحرارة الكبرى °م (°ف)   | 32.0 (89.6)                         | 31.8 (89.2)                         | 29.4 (84.9)                         | 24.8 (76.6)                         | 20.4 (68.7)                         | 17.1 (62.8)                         | 16.4 (61.5)                         | 18.1 (64.6)                         | 21.3 (70.3)                         | 24.5 (76.1)                         | 27.7 (81.9)                         | 30.0 (86.0)                         | 24.4 (75.9)                         |
| متوسط درجة الحرارة الصغرى °م (°ف)   | 17.7 (63.9)                         | 17.9 (64.2)                         | 16.0 (60.8)                         | 13.2 (55.8)                         | 10.7 (51.3)                         | 8.4 (47.1)                          | 7.7 (45.9)                          | 8.2 (46.8)                          | 9.8 (49.6)                          | 11.9 (53.4)                         | 14.4 (57.9)                         | 16.3 (61.3)                         | 12.7 (54.9)                         |
| أدنى درجة حرارة °م (°ف)             | 4.8 (40.6)                          | 7.1 (44.8)                          | 7.4 (45.3)                          | 4.4 (39.9)                          | −0.6 (30.9)                         | −1.7 (28.9)                         | −0.6 (30.9)                         | 0.3 (32.5)                          | 0.6 (33.1)                          | 1.1 (34.0)                          | 1.1 (34.0)                          | 4.4 (39.9)                          | −1.7 (28.9)                         |
| الهطول مم (إنش)                     | 18.6 (0.73)                         | 17.8 (0.70)                         | 18.6 (0.73)                         | 27.5 (1.08)                         | 38.2 (1.50)                         | 40.7 (1.60)                         | 33.9 (1.33)                         | 34.9 (1.37)                         | 35.5 (1.40)                         | 33.1 (1.30)                         | 24.1 (0.95)                         | 23.0 (0.91)                         | 345.9 (13.62)                       |
| المصدر: Bureau of Meteorology       |                                     |                                     |                                     |                                     |                                     |                                     |                                     |                                     |                                     |                                     |                                     |                                     |                                     |

## أعلام
- هيو كيرنز
- مارك جامار
- جون نوبل
- إميلي كوندون
- لويد أونيل